# كوكسيلات
الكوكسيلات هي عائلة في رتبة الفيلقيات.
الكوكسيلا البورنيتية هي نوع ضمن هذه الرتبة. والآخر هو الريكتسيلات الميلولونثية.